# Агакеримзаде, Ямин Вюгар оглы
Ямин Вюгар оглы Агакеримзаде (азерб. Ağakərimzadə Yamin Vüqar oğlu; род. 25 июля 1992, Баку) — азербайджанский футболист, защитник.

## Клубная карьера

### Чемпионат
Ямин Агакеримзаде является воспитанником азербайджанского клуба Премьер-лиги «Ряван» Баку, в составе которого выступает с 2012 года. Выступавший в дебютном сезоне в дубле бакинцев Ямин, с 2013 года является игроком основного состава.
Дебютировал в основном составе «Рявана» 15 декабря 2013 года, в гостевом матче против ФК «Хазар-Ленкорань», в рамках матчей XVII тура Топаз Премьер-лиги.
Статистика выступлений в чемпионате Азербайджана по сезонам:
| № | Сезон       | Клуб    | Игр | Голов |
| - | ----------- | ------- | --- | ----- |
| 1 | 2013 / 2014 | «Ряван» | 7   | 1     |

### Кубок
Будучи игроком ФК «Ряван» провёл в Кубке Азербайджана 1 игру.
| № | Дата           | Раунд                    | Клуб               | Соперник | Итог  |
| - | -------------- | ------------------------ | ------------------ | -------- | ----- |
| 1 | 4 декабря 2013 | Второй раунд, 1/8 финала | «Карадаг Локбатан» | «Ряван»  | 2 : 5 |

## Интересные факты
Свой первый мячь в играх Премьер-лиги провёл 20 апреля 2014 года, в домашнем матче против евлахского «Рявана». Отметился голом на 85 минуте матча.